# 久保田文貞
久保田 文貞、（くぼた ふみさだ）は、日本基督教団の牧師。東京神学大学出身。
日本基督教団の教団闘争において、東京神学大学全学共闘会議を率い、東神大闘争を展開した社会派のリーダーである。1971年1月25日に、「闘いに終わりはないし、我々は終わることを許しはしない。」と、東神大教授会、キリスト教会、国家権力、闘いの中途にくじけた仲間と、自らへの告発の書である、東京神学大学全学共闘会議・解散宣言を発表した。